# Нечаев, Виктор Саввич

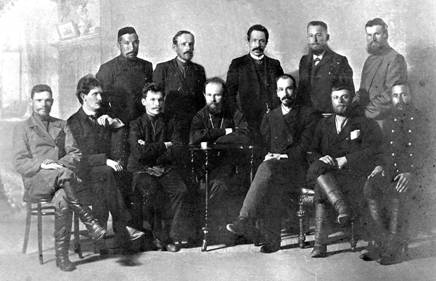
Члены государственной Думы Первого созыва от Вятской губернии. Слева — направо, сидят: С. Я. Тумбусов, В. С. Нечаев, П. Ф. Целоусов, о. Н. В. Огнёв, И. Н. Овчинников, И. О. Кузнецов, Е. П. Мамаев; стоят: Ш. Х. Хусаинов, Н. И. Бирюков, С. В. Ложкин, П. А. Садырин, В. С. Вихарев.

Виктор Саввич Нечаев (28 января 1872 — ?) — депутат Государственной думы Российской империи I созыва от Вятской губернии.
Русский, православного вероисповедания. Сын протоиерея. Родился в с. Троицком Звенигородского уезда. Окончил Звенигородское духовное училище (1886), Вифанскую духовную семинарию (1892) и Московскую духовную академию (1896). Преподавал философию в Черниговской, а позже психологию и философию в Вятской духовной семинарии. Инспектор народных училищ Елабужского уезда. Член Конституционно-демократической партии. Однако, по-видимому, заметной роли в движении либерального земства и в кадетской партии не играл, так как не упоминается в документах за 1902—1921 годы.
15 апреля 1906 избран в Государственную думу I созыва от общего состава выборщиков Вятского губернского избирательного собрания. Входил в Конституционно-демократическую фракцию.
10 июля 1906 года в г. Выборге подписал «Выборгское воззвание» и осуждён по ст. 129, ч. 1, п. п. 51 и 3 Уголовного Уложения.
Приговорён к 3 месяцам тюрьмы и лишён избирательных прав. Срок заключения отбывал в Таганской тюрьме.
С 26 сентября 1915 года являлся директором московской частной мужской гимназии В. Нечаевой, где преподавал историю. Среди учеников — Даниил Черкес и Павел Блохин. 

## Семья
Отец — Савва Алексеевич Нечаев (17.04.1837 — после 1903), выпускник Спасо-Вифанской семинарии (1856 г.), священник Троицкой церкви на р. Истре (c 1.09.1858), законоучитель приходского училища в городе Воскресенске (c 5.11.1858), гласный Звенигородского земского собрания (с 3.07.1874), настоятель Благовещенской церкви села Павловского (с 18.03.1875), протоиерей Зачатьевского монастыря в Москве (с 1893 г.). Мать — Александра Павловна Нечаева (урожд. Белюстина), дочь священника с. Троицкого Павла Николаевича Белюстина (1807—1857). 
Жена — Варвара Васильевна Нечаева. Сын (1905 г. р.), две дочери (1902 и 1903 г. р.).